# 客家习俗
客家习俗大都是唐宋时期从中原移民时所带来的。在历史发展中，融合有一些土著少数民族的风俗。因客家人人口众多，居住地域广大，形成了“十里不同风，百里不同俗”的地缘文化。客家风俗在不断演变和发展，有的现在仍然流行于客家民间，有的则在过去曾流行。部分客家习俗还带有浓烈的封建迷信色彩。

## 种类

### 祭灶

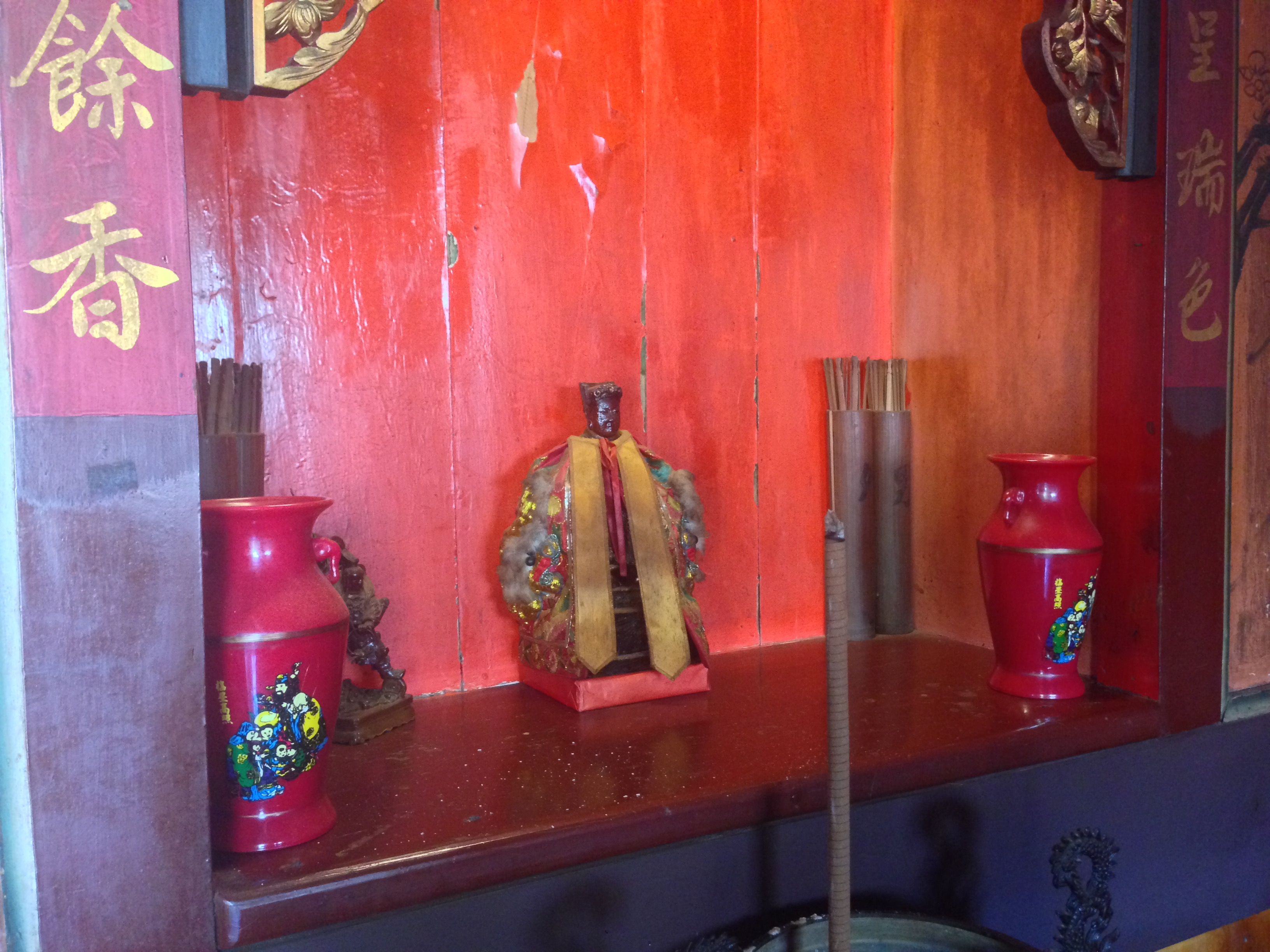
灶君神像

又叫“送灶神”，是春节期间的习俗之一。农历十二月二十三日，是客家人送“灶王爷”升天、向玉皇大帝汇报之日。是日每个家庭都以虔诚之心，祈请“监护之神”灶王爷，以圣明向玉皇大帝报告家人一年来的生活概况，并期望其能为家庭恩赐福音。二十三日晚后要把灶台刷洗干净，将旧的灶君画像取下烧掉，三十日晨把新画像贴上，一送一迎，都要以酒肉、糖果、甘蔗、钵粄等祭拜，并在灶前烧香、点烛和放鞭炮。

### 入年界

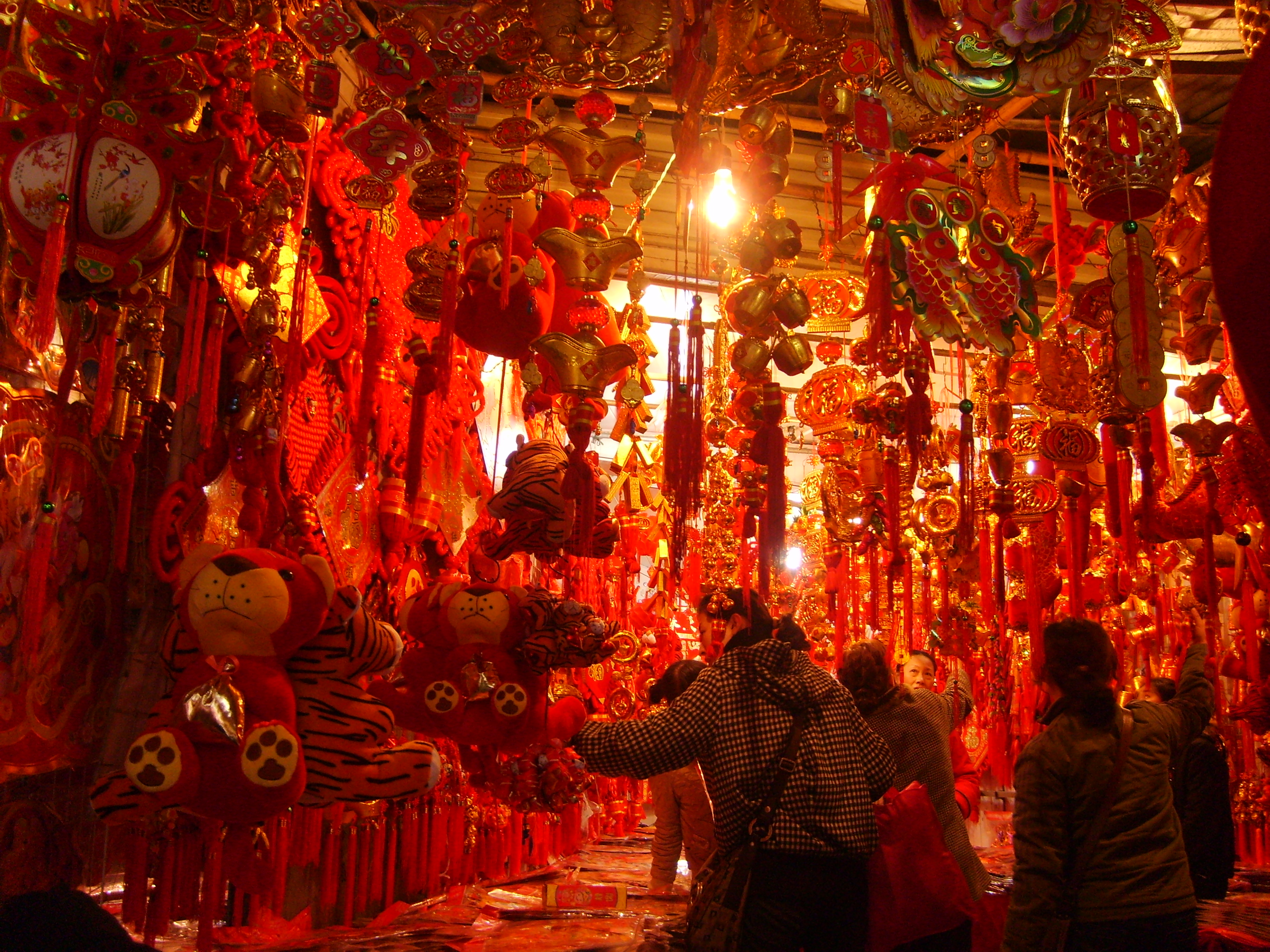
人们上街买年货

农历十二月二十五日，入“年界”，人们加紧准备过年，外出者都要赶回家过年。入年界后，要教育小孩不能讲不吉利的话，不能骂人。在入年界前后，要择定吉日对住所、房屋等进行大扫除，以“干干净净过年”。还要开始准备新年的食品用品等，俗称“办年货”。客家人新春的食品制法、种类繁多，如炸（馓子、芋圆、煎圆、虾片、甜角）、蒸（萝卜粄、甜粄、钵粄）、腊（肉、肠）等。新年用品一般指小孩的新衣新鞋、烟花爆竹以及迎神祭祖的纸钱等。

### 转妹家
农历正月初二，客家人要走亲戚拜年。特别是新婚女婿（岳父母家会用书贴来请）要去岳父母家中拜年。一般是小俩口一起去，也可以女婿一人去，去时要带小母鸡、钵粄、糖果、香烛鞭炮等作为礼品，要在岳父母家祖先灵前烧香点烛和放鞭炮。中午岳父母会请吃饭，女婿要喝醉，以代表热情。

### 出年界

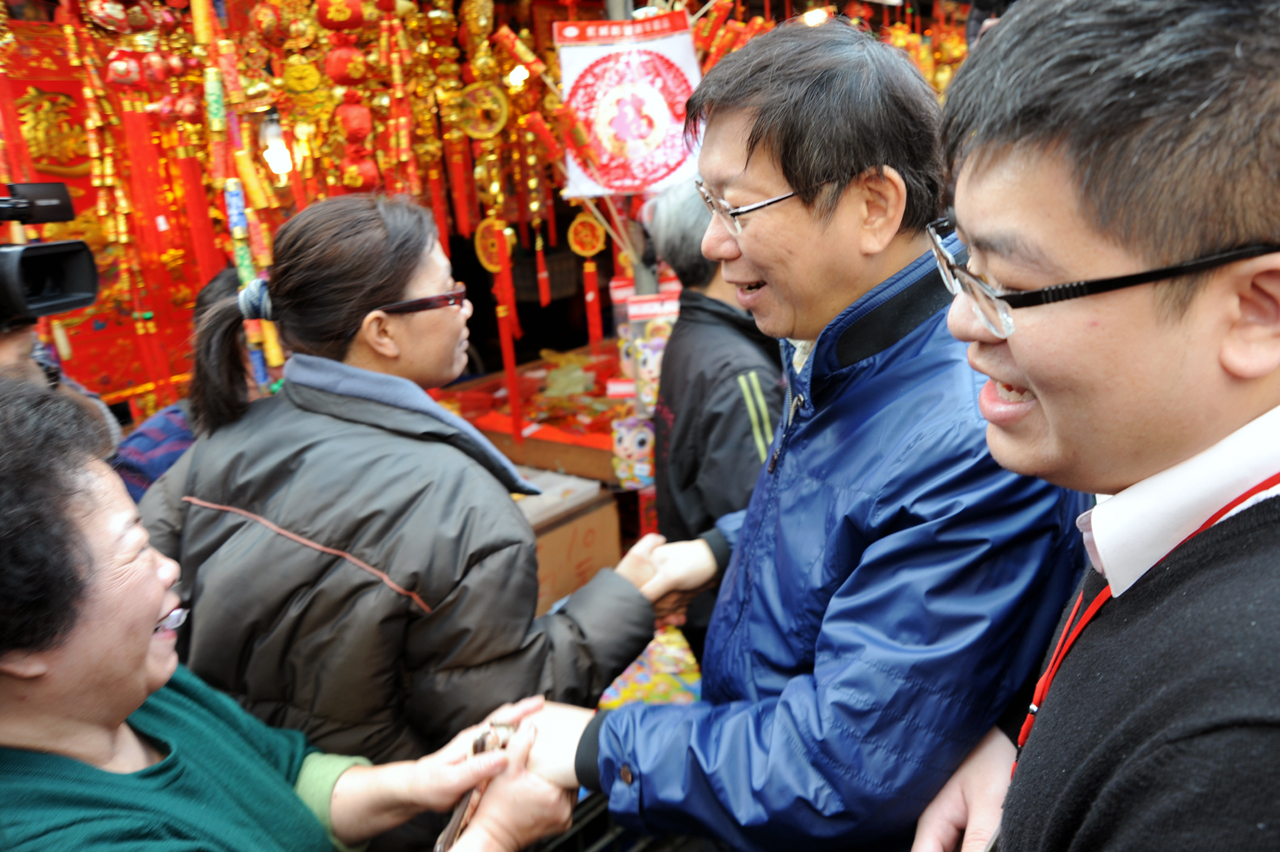
拜年

正月初五的出年界，厅堂的祖宗画像要收起，纸门帘要取下烧掉，家里的外出务工者便可启程。

### 人日节
大年初七的人日节一天要吃“七样菜”，即芹菜、葱子、蒜子、芫荽、韭菜、甜菜和春菜。这七样菜要“一锅熟”，全家共吃，七样菜的名称寓意吃了以后新的的一年里能变得勤快、聪明、会划算、有缘分、幸福长久、甜甜蜜蜜和年年富足，为取个好兆头，祈求阖家幸福。

### 上灯日

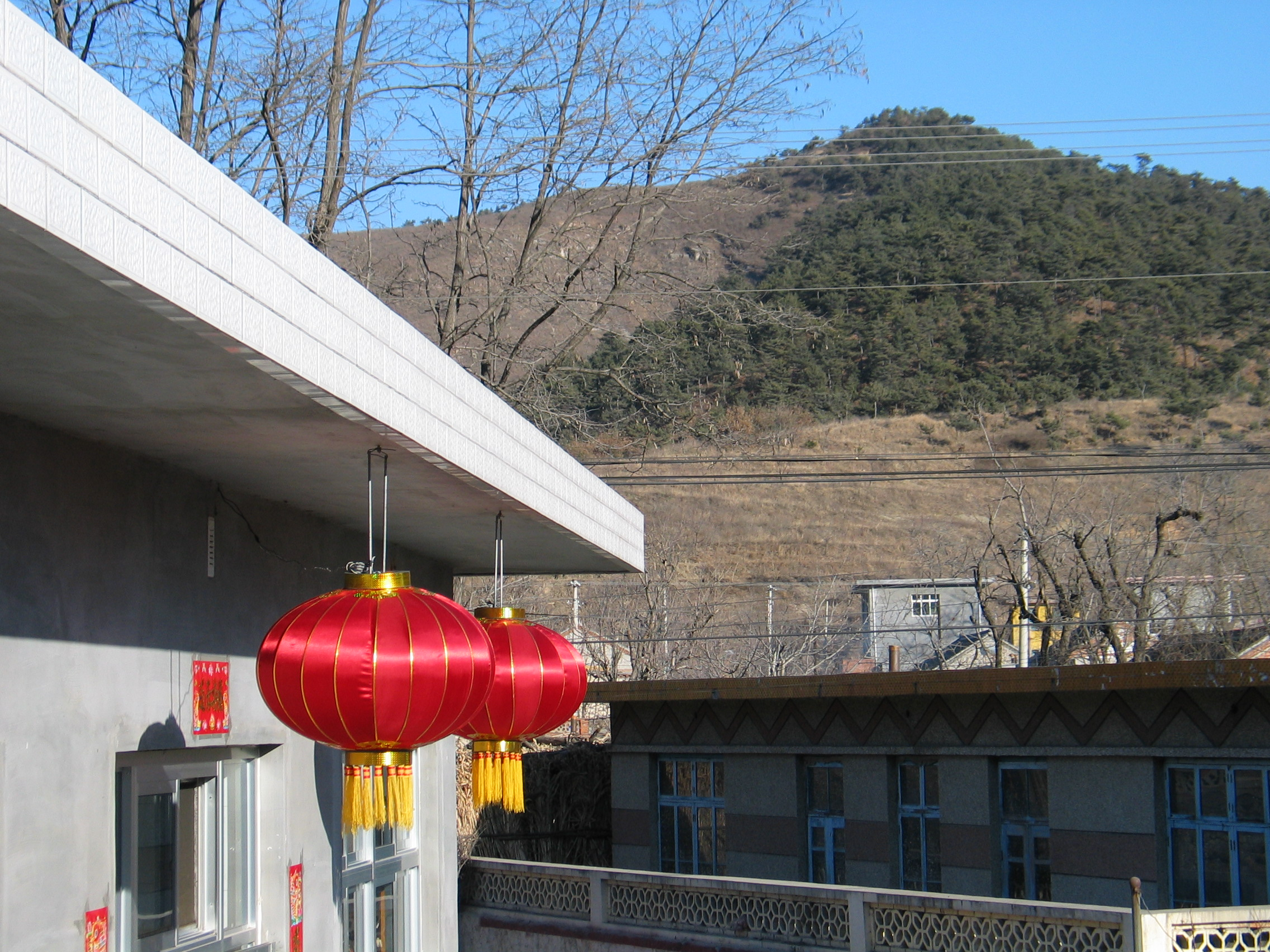
过年时的灯笼

正月十三的上灯活动，客家人也称之为“开灯”、“添灯”。凡是上年添了男丁的家庭，须买一对新灯悬挂于祖公厅的房梁上，叫做“添灯”，因为客家话中“灯”和“丁”谐音，故寓意为“添丁”，也就是一种“庆丁”的礼俗。以“灯”的形式祈子、求子的现象在客家地区十分普遍。这种求子活动一般在宗族祠堂里举行，或在祖宗牌位千祈祷。客家人还有一种独特的习俗：在庵庙上灯报丁。如解放前广东梅州蕉岭县蕉城镇的赖氏宗族议定：每年的元宵节前一天，凡是去年添了男丁的赖氏族人要抱着男孩在祖堂敬祖宗，然后敲锣打鼓，擎着扛彩、灯笼，舞着狮头，龙灯一路上鸣放鞭炮，扛着祭品到其家庙“千松庵”上灯，然后才回到祠堂向祖宗上灯报丁。

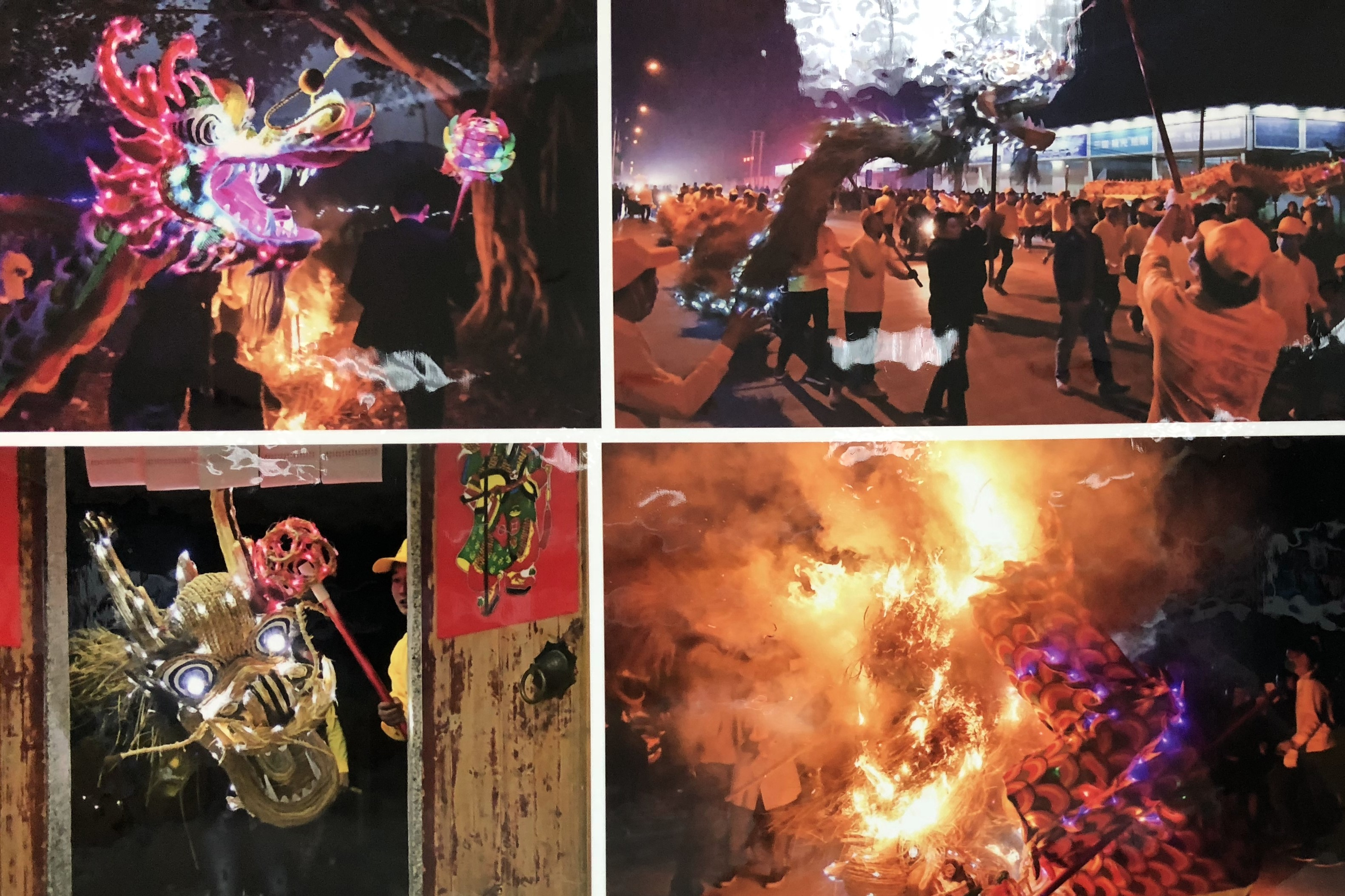
梅州丰顺县的舞火龙

### 船灯

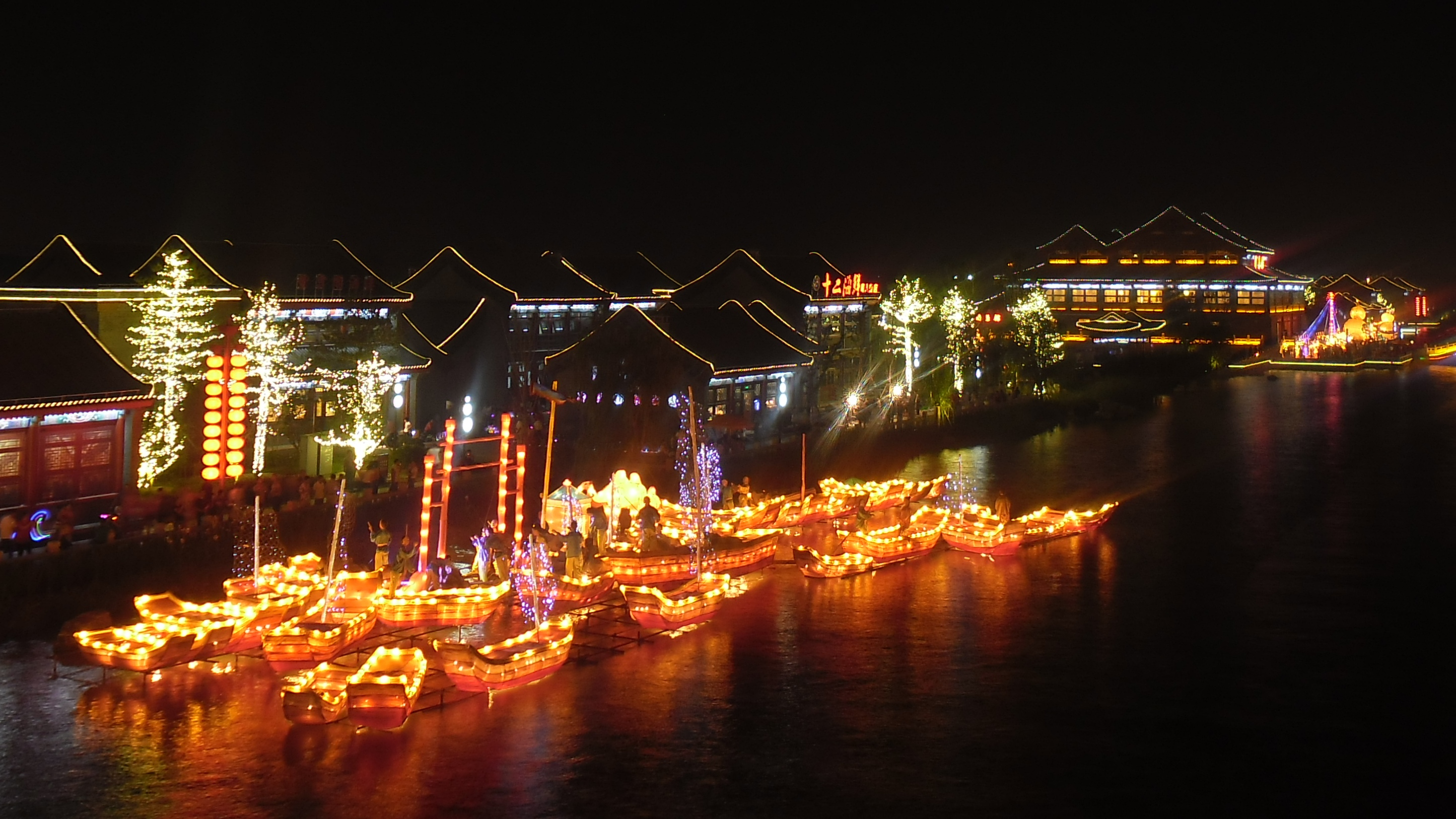
船灯

灯状似船，是客家人在陆地表演游唱的活动。春节前排练，锣鼓队奏十番配合。在开阔场地表演，由船夫、艘婆唱“十月怀胎”、“十二月古人”、“瓜子仁”、“一枝花”等客家传统曲调，船夫只管划船不用唱曲。晚上要在祠堂“开天宫”，唱“天宫赐福”等，最后喝酒吃饭。

### 七月半

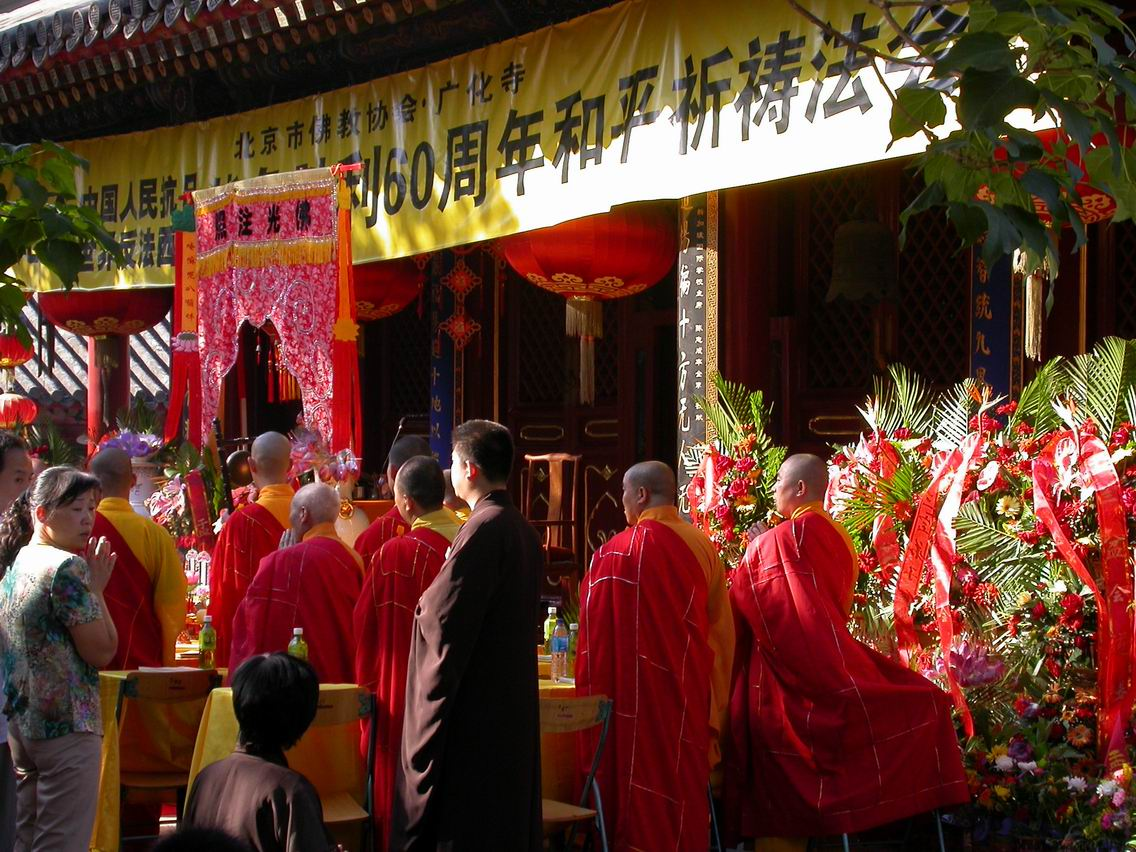
盂兰盆节法会

客家人自南迁后，承袭了中原民俗遗风，有过中元节的习俗。在旧时，“七月半”是客家人的传统民俗，更是一个重要岁时节日。“七月半”民间俗称“鬼节”，有些地方要提早一天过节，谓之“七月十四人过节，七月十五鬼过节”。此节日因各宗族与社区的环境而异。

### 冬至
冬至在客家民俗中也是一个重要的节日。古时有“肥冬瘦年”的说法。冬至时客家人要做糯米汤圆吃，
客家人还有俗语“冬至唔挪圆（手工捏成丸），老公、赖子（儿子）唔赚钱”。

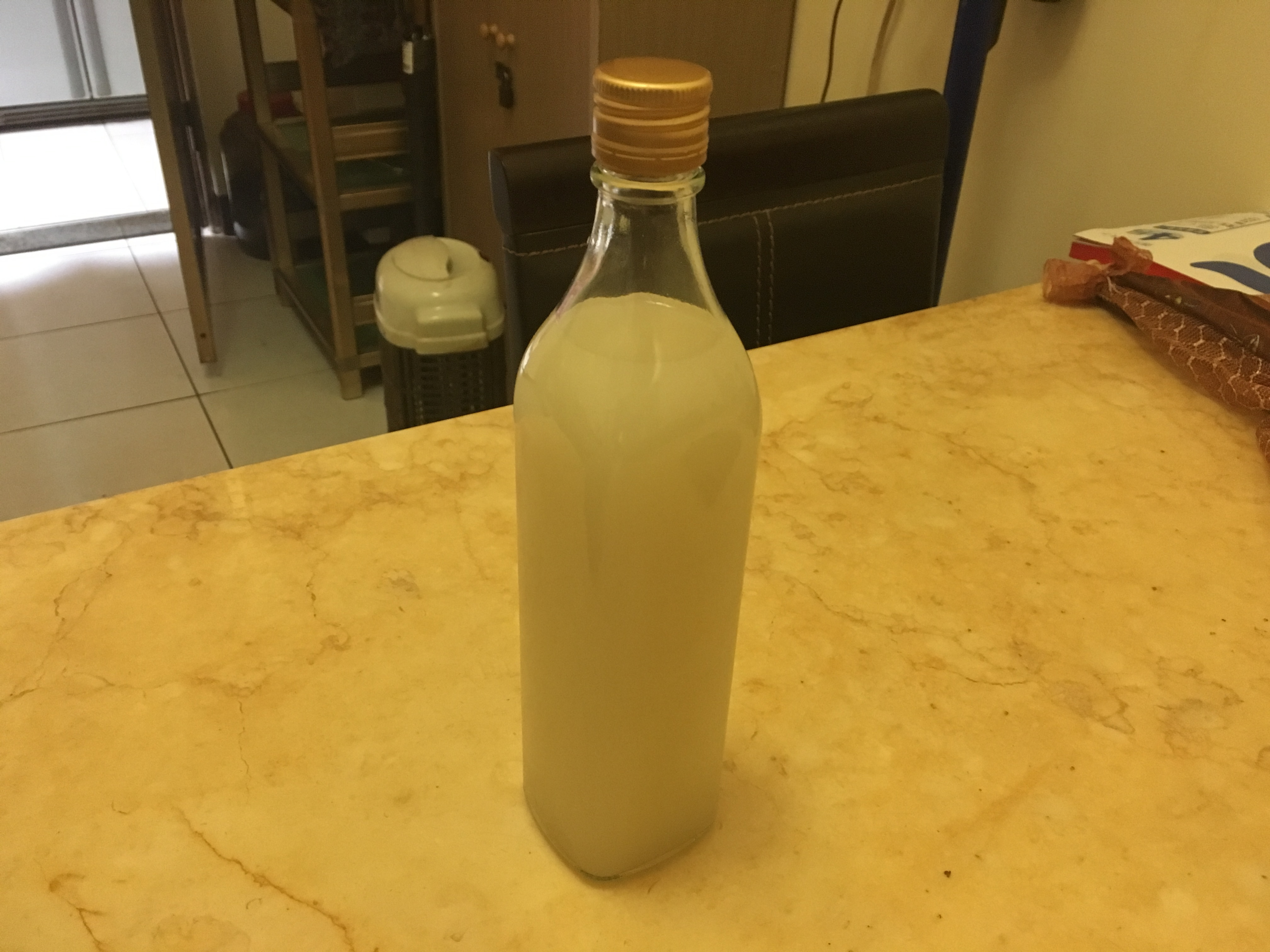
糯米酒

客家人在冬至还会做客家传统的糯米“陈酿酒”，有“冬至酒，留到明年九月九”之说法。客家人有“煨冬至姜”的习惯，在冬至日，把生姜去皮，以火煨熟，晒干做药，用于治胃寒拉肚子；亦有“冬至烟（腊）肉腌菜好时节”之说，冬至日烟（腊）的肉类，腌制的冬菜都便于长久保存食用。

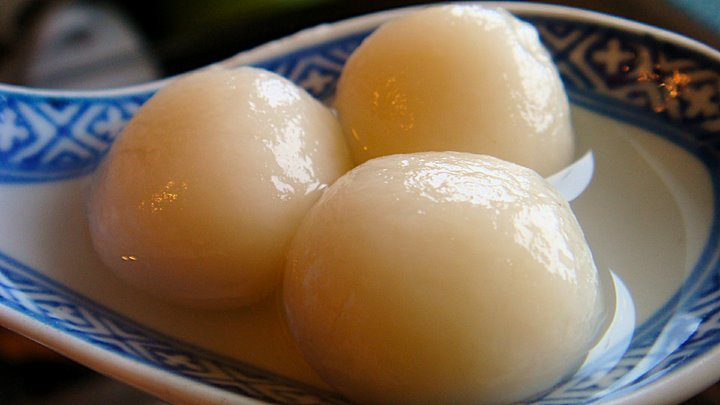
湯圓

冬至是进补身体的好时节，客家地区有“冬至羊，夏至狗”之说。冬至一般是冬天最寒冷时节，故客家有谚语云“冬至唔过唔寒，夏至唔过唔热”、“冬至在月头，无被唔使愁；冬至在月尾，冻死老乌龟”等。故客家人认为冬至出现在农历的月头或月尾，对当年是寒冬还是暖冬有一定的预兆意义。